# Campeonato Paraense de Futebol de 2022
O Campeonato Paraense de Futebol de 2022 (por questões de patrocínio, Campeonato Paraense Banpará de 2022), foi a 110ª edição do campeonato estadual de futebol do Pará. Com início em 26 de janeiro e término previsto inicialmente para 4 de abril, reunindo doze equipes pela segunda vez consecutivamente, sendo dez participantes do Campeonato Paraense de Futebol de 2021 e o campeão e vice da Série B de 2021, Amazônia e Caeté, respectivamente.
A edição de 2022 foi marcada foi diversos fatores externos influenciando no campeonato, começando pela 8ª rodada da 1ª fase que deveria ocorrer de maneira simultânea para todos os clubes, porém as equipes do Amazônia e Itupiranga não conseguiram chegar à tempo de realizar a partida em Outeiro  considerando a necessidade de realizar a travessia de balsa devido a destruição de um pilar da ponte que ligava ao distrito.  Sendo assim, toda a rodada teve de ser adiada, pelo fato de que todos devem jogar ao mesmo tempo na ultima rodada para que nenhum clube sinta-se privilegiado. 
Após isto, ao fim da 1ª fase houve uma nova interrupção do campeonato, desta vez por parte do Paragominas que buscou recursos para evitar seu rebaixamento e com isso denunciou irregularidades no Bragantino-PA pela escalação do jogador Athos e o Águia de Marabá pelo jogador Guga. 
Por fim, o TJD-PA paralisou o campeonato no dia 8 de março e retornou a competição no dia 20 de março. Nenhuma penalização foi aplicada e com isso o rebaixamento de Amazônia e Paragominas foi decretado.
A final do campeonato foi disputada em um clássico rei da amazônia (Paysandu x Remo). Na semana de início do confronto, a direotia bicolor foi surpreendida por uma decisão de punição ao clube que tiraria sua torcida da partida de decisão, fator este que gerou diversas intrigas por parte da direção bicolor. 
No clássico Re-Pa, o Clube do Remo levou a melhor em seus domínios, derrotou o rival pelo placar de 3x0.
Na segunda partida o Paysandu Sport Club conseguiu a vitória, porém pelo placar de 3x1, que não foi o bastante para reverter a vantagem azulina, que sacramentou o Clube do Remo como campeão paraense de 2022.
Ao fim da partida foram registradas imagens de confusão no gramado do Estádio Banpará Curuzu , além de um apagão no momento do clube campeão levantar a taça. 

## Regulamento
Assim como em 2021, o Campeonato será disputado com a formação de três grupos, com o intuito de diminuir as datas necessárias para finalizar a disputa.
1. O Campeonato é formado por três grupos denominados A, B e C;
2. Cada equipe enfrentará os 8 membros dos outros dois grupos;
3. Os dois melhores classificados de cada grupo avançam para às quartas de final;
4. Dentre os três participantes que terminarem em 3º lugar de seus grupos, aqueles dois que estiverem com a melhor pontuação, também avançam às quartas de final;
5. As duas piores equipes na classificação geral, estarão rebaixadas para a 2ª Divisão.

### Critérios de Desempate

#### Primeira Fase
1. Pontuação
2. Vitórias
3. Saldo de Gols
4. Gols Pró

#### Fase Final
1. Disputas de ida e volta, em caso de empate ao final dos 180 minutos, a vaga (ou título) será definida(o) nas cobranças de pênalti

- Quartas de final

Os oitos clubes classificados na 1ºfase se organizarão conforme a seguinte ordem: os três melhores clubes de cada grupo ocuparão a 1º, 2º e 3º classificação da fase de grupos considerando o índice técnico entre eles, os três segundos colocados de cada grupo irão ocupar a 4º, 5º e 6º classificação da fase de grupos considerando o índice técnico entre eles, e os 7º e 8º classificados da fase de grupos irão ser ocupadas pelos dois melhores entre os 3º dos grupos,também considerando o índice técnico entre eles. Assim, os confrontos da segunda fase serão divididos em grupos D, E, F e G e se darão,respectivamente, da seguinte forma: Grupo D - 1º classificado da fase de grupos X 8º classificado, Grupo E – 2º classificado X 7º classificado, Grupo F – 3º classificado X 6º classificado e Grupo G – 4º classificado X 5º classificado. O mando de jogo da partida de volta será das equipes com melhor índice técnico, sendo que esses confrontos serão em jogos de ida e volta. Saindo 4 times para a 3º fase, os melhores de cada grupo que se enfrentarão na semifinal.
- Semi finais

Os quatro clubes classificados na 2ª fase, os vencedores dos grupos “D”, “E”, “F” e “G”, se reorganizarão em dois grupos, sendo o grupo “I” formado pelo confronto do vencedor do jogo grupo “D” X vencedor do grupo “G”, e o grupo “J” formado pelo vencedor do grupo “E” X vencedor do grupo “F”. Esses confrontos se darão em jogos de ida e volta. Considerando o critério técnico estabelecido na reunião do Conselho Técnico do dia 01/02/2021, os perdedores de cada grupo se 
enfrentarão na 4º fase na disputa de 3º e 4º e os ganhadores de cada grupo se enfrentaram na 4º fase na final.
- Final e 3 terceiro colocado

disputa da 3º e 4º e a Final – A disputa de 3º e 4º colocado se dará pelo perdedor do grupo “J” X perdedor do grupo “I” e a disputa da Grande Final será dada pelo vencedor do grupo “J” X vencedor do grupo “I”. Essas disputas se darão em jogos de ida e volta. O vencedor da disputa de 3º e 4º ficará classificado como 3º colocado do Parazão BANPARÁ 2021, e o perdedor ficará com a 4º posição. O vencedor da Final será o clube que conquistar o maior número de pontos ganhos após o encerramento dos dois jogos e será considerado o Campeão do Parazão BANPARÁ 2022 e consequentemente o perdedor será o Vice-Campeão do Parazão BANPARÁ 2021.

## Equipes participantes

### Promovidos e rebaixados
| Pos. | Rebaixados da Primeira Divisão de 2021 |
| ---- | -------------------------------------- |
| 11º  | Carajás                                |
| 12º  | Gavião Kyikatejê                       |

| Pos. | Promovido da Segunda Divisão de 2021 |
| ---- | ------------------------------------ |
| 1º   | Amazônia                             |
| 2º   | Caeté                                |

### Informações das equipes
| Aumento | Equipe promovida da Série B de 2021 |

## Primeira Fase

### Grupo A
| Pos | Equipe          | PG | Jogos | Jogos | Jogos | Jogos | Gols | Gols | Gols | Aprov | Classificação       |
| Pos | Equipe          | PG | #     | V     | E     | D     | GP   | GS   | SG   | %     | Classificação       |
| --- | --------------- | -- | ----- | ----- | ----- | ----- | ---- | ---- | ---- | ----- | ------------------- |
| 1   | Paysandu        | 17 | 8     | 5     | 2     | 1     | 14   | 6    | +8   | 71    | Quartas de final    |
| 2   | Águia de Marabá | 12 | 8     | 3     | 3     | 2     | 10   | 9    | +1   | 50    | Quartas de final    |
| 3   | Paragominas     | 7  | 8     | 1     | 4     | 3     | 8    | 10   | –2   | 29    | Terceiros Colocados |
| 4   | Amazônia        | 5  | 8     | 1     | 2     | 5     | 4    | 9    | –5   | 21    | Eliminado           |

### Grupo B
| Pos | Equipe        | PG | Jogos | Jogos | Jogos | Jogos | Gols | Gols | Gols | Aprov | Classificação       |
| Pos | Equipe        | PG | #     | V     | E     | D     | GP   | GS   | SG   | %     | Classificação       |
| --- | ------------- | -- | ----- | ----- | ----- | ----- | ---- | ---- | ---- | ----- | ------------------- |
| 1   | Tuna Luso     | 11 | 8     | 3     | 2     | 3     | 8    | 10   | –2   | 46    | Quartas de final    |
| 2   | Bragantino-PA | 10 | 8     | 3     | 1     | 4     | 11   | 13   | –2   | 42    | Quartas de final    |
| 3   | Tapajós       | 9  | 8     | 2     | 3     | 3     | 6    | 7    | –1   | 37    | Terceiros Colocados |
| 4   | Itupiranga    | 8  | 8     | 2     | 2     | 4     | 10   | 17   | –7   | 33    | Eliminado           |

### Grupo C
| Pos | Equipe          | PG | Jogos | Jogos | Jogos | Jogos | Gols | Gols | Gols | Aprov | Classificação       |
| Pos | Equipe          | PG | #     | V     | E     | D     | GP   | GS   | SG   | %     | Classificação       |
| --- | --------------- | -- | ----- | ----- | ----- | ----- | ---- | ---- | ---- | ----- | ------------------- |
| 1   | Remo            | 14 | 8     | 3     | 5     | 0     | 9    | 4    | +5   | 58    | Quartas de final    |
| 2   | Castanhal       | 13 | 8     | 4     | 1     | 3     | 10   | 5    | +5   | 54    | Quartas de final    |
| 3   | Caeté           | 13 | 8     | 4     | 1     | 3     | 8    | 9    | –1   | 54    | Terceiros Colocados |
| 4   | Independente-PA | 11 | 8     | 3     | 2     | 3     | 9    | 8    | +1   | 46    | Eliminado           |

## Fase Final
Em itálico, as equipes que disputarão a primeira partida como mandante. Em negrito, as equipes classificadas.
|  |  |

|  | Quartas-de-final | Quartas-de-final | Quartas-de-final | Quartas-de-final |       |          | Semifinais       | Semifinais       | Semifinais       | Semifinais       |  |          | Final            | Final            | Final            | Final            |  |  |
|  | 19 a 23 de Março | 19 a 23 de Março | 19 a 23 de Março | 19 a 23 de Março |       |          | 26 a 30 de Março | 26 a 30 de Março | 26 a 30 de Março | 26 a 30 de Março |  |          | 03 e 06 de abril | 03 e 06 de abril | 03 e 06 de abril | 03 e 06 de abril |  |  |
|  |                  |                  |                  |                  |       |          |                  |                  |                  |                  |  |          |                  |                  |                  |                  |  |  |
|  | Paysandu         | 4                | 1                | 5                |       |          |                  |                  |                  |                  |  |          |                  |                  |                  |                  |  |  |
|  | Tapajós          | 3                | 0                | 3                |       |          |                  |                  |                  |                  |  |          |                  |                  |                  |                  |  |  |
|  | Tapajós          | 3                | 0                | 3                |       | Paysandu | 3                | 2                | 5                |                  |  |          |                  |                  |                  |                  |  |  |
|  |                  |                  |                  |                  |       | Paysandu | 3                | 2                | 5                |                  |  |          |                  |                  |                  |                  |  |  |
|  |                  | Águia de Marabá  | 1                | 0                | 1     |          |                  |                  |                  |                  |  |          |                  |                  |                  |                  |  |  |
|  | Castanhal        | Águia de Marabá  | 1                | 0                | 1     | 0        | 0                | 0                |                  |                  |  |          |                  |                  |                  |                  |  |  |
|  | Castanhal        |                  |                  |                  |       | 0        | 0                | 0                |                  |                  |  |          |                  |                  |                  |                  |  |  |
|  | Águia de Marabá  | 0                | 1                | 1                |       |          |                  |                  |                  |                  |  |          |                  |                  |                  |                  |  |  |
|  | Águia de Marabá  | 0                | 1                | 1                |       |          |                  |                  |                  |                  |  | Paysandu | 0                | 3                | 3                |                  |  |  |
|  |                  |                  |                  |                  |       |          |                  |                  |                  |                  |  | Paysandu | 0                | 3                | 3                |                  |  |  |
|  |                  | Remo             | 3                | 1                | 4     |          |                  |                  |                  |                  |  |          |                  |                  |                  |                  |  |  |
|  | Remo             | Remo             | 3                | 1                | 4     | 1        | 4                | 5                |                  |                  |  |          |                  |                  |                  |                  |  |  |
|  | Remo             |                  |                  |                  |       | 1        | 4                | 5                |                  |                  |  |          |                  |                  |                  |                  |  |  |
|  | Caeté            | 1                | 0                | 1                |       |          |                  |                  |                  |                  |  |          |                  |                  |                  |                  |  |  |
|  | Caeté            | 1                | 0                | 1                |       | Remo     | 2                | 0                | 2 (4)            |                  |  |          |                  |                  |                  |                  |  |  |
|  |                  |                  |                  |                  |       | Remo     | 2                | 0                | 2 (4)            |                  |  |          |                  |                  |                  |                  |  |  |
|  |                  | Tuna Luso        | 1                | 1                | 2 (2) |          |                  |                  |                  |                  |  |          |                  |                  |                  |                  |  |  |
|  | Tuna Luso        | Tuna Luso        | 1                | 1                | 2 (2) | 1        | 4                | 5                |                  |                  |  |          |                  |                  |                  |                  |  |  |
|  | Tuna Luso        |                  |                  |                  |       | 1        | 4                | 5                |                  |                  |  |          |                  |                  |                  |                  |  |  |
|  | Bragantino-PA    | 1                | 0                | 1                |       |          |                  |                  |                  |                  |  |          |                  |                  |                  |                  |  |  |

|  | Disputa do 3° lugar |   |   |       |
|  |                     |   |   |       |
|  | Tuna Luso           | 2 | 3 | 5 (4) |
|  | Águia de Marabá     | 3 | 2 | 5 (2) |

## Premiação
| Campeão Paraense 2022      |
| Belém                      |
| -------------------------- |
| Remo Campeão (47.º título) |

## Artilharia
| Gols | Jogador      | Equipe    |
| ---- | ------------ | --------- |
| 9    | Paulo Rangel | Tuna Luso |
| 6    | Bruno Alves  | Remo      |
| 6    | Brenner      | Remo      |
| 5    | Joel         | Caeté     |
| 5    | Danrlei      | Paysandu  |

## Classificação geral
- ^  F1. O Águia de Marabá foi punido em 3 pontos pela escalação irregular do jogador Guga.
- ^  F2. O Águia de Marabá herdou a vaga na Copa do Brasil 2023 após o Paysandu conquistar o título da Copa Verde 2022.

## Seleção do campeonato

### Seleção "Trofeu Camisa 13" daRBA TV(Votação Popular)
| Posição          | Jogador         | Clube           |
| Goleiro          | Vinicius        | Remo            |
| Lateral-direito  | Daélson         | Castanhal       |
| Zagueiro         | Admilton        | Águia de Marabá |
| Zagueiro         | Marlon          | Remo            |
| Lateral-esquerdo | João Paulo      | Paysandu        |
| Volante          | Anderson Uchôa  | Remo            |
| Volante          | Alysson         | Tuna Luso       |
| Meia             | Adauto          | Águia de Marabá |
| Meia             | José Aldo       | Paysandu        |
| Atacante         | Danrlei         | Paysandu        |
| Atacante         | Brenner         | Remo            |
| Técnico          | Émerson Almeida | Tuna Luso       |
| ---------------- | --------------- | --------------- |

- Revelação: Ronald (Remo)
- Craque do Campeonato: Danrlei (Paysandu)
- Preparador Físico: Neto Miranda (Tuna Luso)

## Transmissão
Pelo segundo ano consecutivo, a Rede Meio Norte realiza as transmissões do Parazão, junto com a Rede Cultura do Pará, que faz a sua 13.ª cobertura na televisão paraense. Também transmite os jogos pela internet através do canal Cultura no Parazão. Nas rádios, a cobertura ficou ao cargo da Rádio Clube do Pará (na estação AM) e Liberal FM (simultâneo com a Rádio Liberal e o site Oliberal.com, além da página oficial do Jornal O Liberal no Facebook).

## Técnicos
| Equipe          | Técnico                                                                                             |
| --------------- | --------------------------------------------------------------------------------------------------- |
| Águia de Marabá | Samuel Cândido (1ª—3ª) Wando da Costa (4ª da primeira fase—3º e 4º lugar)                           |
| Amazônia        | Matheus Lima (1ª—8ª, primeira fase)                                                                 |
| Bragantino      | Rogerinho Gameleira (1ª—7ª da primeira fase) Marcos Junior (8ª da primeira fase e quartas-de-final) |
| Caeté           | Josué Teixeira (1ª—quartas-de-final)                                                                |
| Castanhal       | Ferreti (1ª) Cacaio (2ª—4ª) Róbson Melo (5ª da primeira fase—quartas-de-final)                      |
| Independente    | Leo Goiano (1ª—8ª, primeira fase)                                                                   |
| Itupiranga      | Charles Guerreiro (1ª—8ª, primeira fase)                                                            |
| Paragominas     | Marcinho Guerreiro (1ª—5ª) Samuel Cândido (6ª—8ª, primeira fase)                                    |
| Paysandu        | Márcio Fernandes (1ª—final)                                                                         |
| Remo            | Paulo Bonamigo (1ª—final)                                                                           |
| Tapajós         | Róbson Melo (1ª—4ª) Jorgeney Silva (5ª) Júnior Amorim (6ª da primeira fase—quartas-de-final)        |
| Tuna Luso       | Emerson Almeida (2ª da primeira fase—3º e 4º lugar)                                                 |

## Categorias de base

### Campeonato Paraense sub-20
- A competição garante ao campeão vaga na Copa do Brasil Sub-20 de 2023 e garante ao campeão e vice vaga na Copa São Paulo de Futebol Junior de 2023.

- Campeão: Remo
- Vice-campeão: Pinheirense

| 28 de agosto de 2022 | Pinheirense | 0 – 2      | Remo                                  | Estádio Abelardo Conduru, Outeiro                     |
| 9:90                 |             | Súmula FPF | 33' Ricardo Emanuel · 42' Renan Tiago | Árbitro: PA Alexandre Expedito Vieira da Silva Junior |

| 4 de setembro de 2022 | Remo             | 1 – 3      | Pinheirense                                    | Banpará Baenão, Belém                |
| 9:30                  | Luis Henrique 8' | Súmula FPF | 11' Kleberson · 54' Caio Pereira · 79' Matheus | Árbitro: PA Wanbelton Lisboa Valente |

| 4 de setembro de 2022 PENALIDADES | Remo                                          | 3 – 2 | Pinheirense                            | Banpará Baenão, Belém                |
|                                   | Sidney Luizinho Tiago Mafra Solano Ricardinho |       | Evandro Vanderson Leli Thiago Anderson | Árbitro: PA Wanbelton Lisboa Valente |

### Campeonato Paraense sub-17
- A competição garante ao campeão vaga na Copa do Brasil Sub-17 de 2023.

- Campeão: Tuna Luso
- Vice-campeão: Paysandu

| 14 de dezembro | Tuna Luso | 0 – 0      | Paysandu | Souza, Belém                               |
| 9:30           |           | Súmula FPF |          | Árbitro: PA Raymar Klemer Rezende Ferreira |

| 17 de dezembro | Paysandu | 0 – 3      | Tuna Luso                   | Banpará Curuzu, Belém                |
| 9:30           |          | Súmula FPF | 18' 85' Juan · 45+3' Sergio | Árbitro: PA Gleika Oliveira Pinheiro |

## Feminino

### Paraense
- A competição garante ao campeão vaga no Campeonato Brasileiro Feminino - Série A3 de 2023.

- Campeão: Remo
- Vice-campeão: Paysandu

| 12 de dezembro | Paysandu | 1 – 5      | Remo                                                              | Banpará Curuzu, Belém                        |
| 9:30           | Dan 72'  | Súmula FPF | 3' Musa · 13' Karol · 19' Loura Soure · 62' Angela · 76' Nathalia | Árbitro: PA Murilo Augusto Amoras de Almeida |

| 20 de dezembro | Remo         | 4 – 0         | Paysandu | Banpará Baenão, Belém            |
| 19:00          | Carol · Musa | [ Súmula FPF] |          | Árbitro: PA Joel Costa Goes Neto |

### Sub-20
- O Paysandu foi campeão com 100% de aproveitamento no formato de pontos corridos. [13]